# 뷰티풀 크리처스 (영화)
《뷰티풀 크리처스》(영어: Beautiful Creatures)는 2013년 공개된 미국의 로맨틱 고딕 판타지 영화이다. 올든 에런라이크, 앨리스 엥글러트, 제러미 아이언스, 바이올라 데이비스, 에미 로섬, 토머스 맨, 에마 톰프슨 등이 출연하였다.

## 줄거리
사우스캐롤라이나주 개틀린에 사는 10대 이선이 고등학교 2학년 시작 첫날 전학을 온 리나를 만나면서 잔잔했던 일상에 격변이 일어난다. 리나의 가계는 캐스터라고 불리는 마녀들로, 리나가 빛과 어둠 중 어느 쪽 편인지는 16살 생일에 드러날 예정이다. 

## 출연
- 올든 에런라이크 - 이선 웨이트 역
- 앨리스 엥글러트 - 리나 두케인 역
- 제러미 아이언스 - 메이컨 레이븐우드 역
- 바이올라 데이비스 - 애머리 "애마" 트리도 역
- 에미 로섬 - 리들리 두케인 역
- 토머스 맨 - 웨슬리 제퍼슨 링컨 "링크" 역
- 에마 톰프슨 - 메이비스 링컨/세러핀 두케인 역
- 마고 마틴데일 - 델파인 두케인 "델 이모" 역
- 아일린 앳킨스 - 에멀린 두케인 "할머니" 역
- 조이 도이치 - 에밀리 애셔 역
- 카일 갤너 - 라킨 켄트 역
- 레이철 브로즈너핸 - 제너비브 캐서린 두케인 역
- 프루잇 테일러 빈스 - 리 씨 역
- 랜스 E. 니컬스 - 스노 시장 역

## 기타 제작진
- 협력 제작: 브래드 애런즈먼
- 미술: 리처드 셔먼
- 세트: 매슈 플러드 퍼거슨
- 의상: 제프리 컬런드